# Sarcophaga londtiana
Sarcophaga londtiana är en tvåvingeart som beskrevs av Andy Z. Lehrer 1996. Sarcophaga londtiana ingår i släktet Sarcophaga och familjen köttflugor. Inga underarter finns listade i Catalogue of Life.